# Église vieille-catholique de Croatie
L'Église vieille-catholique de Croatie (croate: Hrvatska starokatolička crkva ) se compose des paroisses croates membres de l'Union d'Utrecht des Églises vieille-catholiques. Depuis 2018, elle est administrée par Heinz Lederleitner.

## Histoire

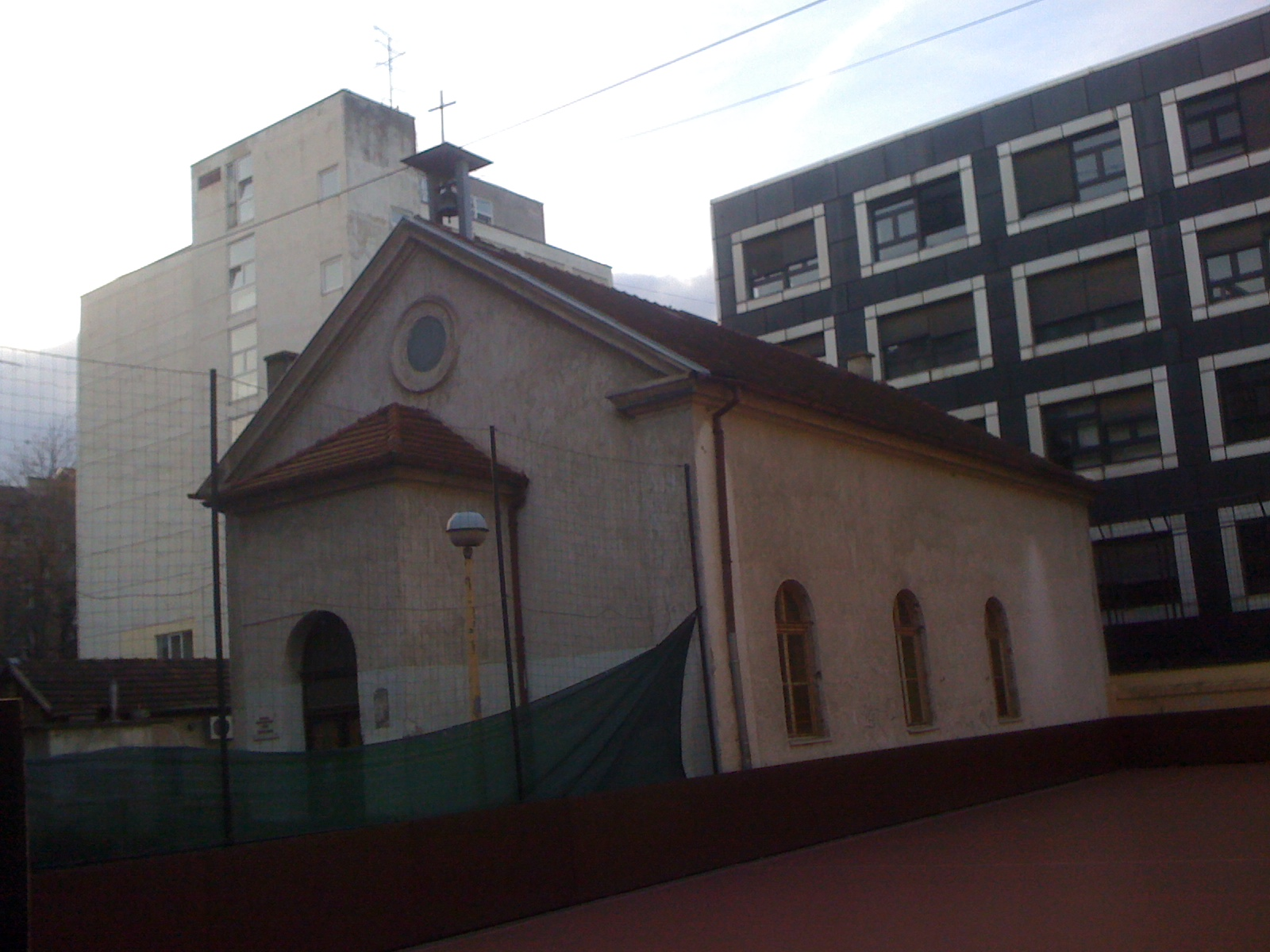
Église vielle-catholique Sainte-Croix à Zagreb

L'Église vieille-catholique de Croatie a été créée au lendemain de la Première Guerre mondiale et a été reconnue par les autorités de l'État du royaume des Serbes, Croates et Slovènes (Yougoslavie) en 1923. Son premier évêque était Marko Kalogjera (1924–1956). Pendant la Seconde Guerre mondiale, l'Église vieille-catholique a été interdite par le régime Oustachis. Parmi les religieux vieux-catholiques exécutés figuraient : Ante Donković, Davorin Ivanović, Josip Ivelić, Ivan Cigula et Luka Malinarić.
Après 1933, l'Église a connu plusieurs dissensions internes et a été divisée en deux groupes distincts jusqu'en 1974. Même après, elle ne s'est jamais complètement rétablie et a été placé par l'Union d'Utrecht sous l'administration déléguée de l'évêque Nikolaus Hummel de l'Église vieille-catholique d'Autriche (1975–1994),  puis ses successeurs. Depuis le 18 novembre 2018, l'évêque administrateur est Heinz Lederleitner, actuel évêque de l'Église vieille-catholique d'Autriche.

## Évêques vieux-catholiques croates
- Marko Kalogjera (1924–1933–1956)
- Ante Donković élu évêque (1933-1943)
- Vladimir Kos (décédé en 1959)
- Vilim Huzjak (1961-1974)

Administrateurs :
- Nikolaus Hummel (1975–1994)
- Bernhard Heitz (1994-2010)
- John Okoro (2010-2018)
- Heinz Lederleitner (2018–)